# أنطونيو ماريا دي بيتنكورت رودريغوس
أنطونيو ماريا دي بيتنكورت رودريغوس (بالبرتغالية: António Maria de Bettencourt Rodrigues‏) هو طبيب وكاتب برتغالي، ولد في 5 مارس 1854، وتوفي في 1933.